# Conformación de haces
La conformación de haces (en inglés beamforming) es una forma espacial de filtrado y es usada para distinguir entre las propiedades espaciales de una señal objetivo y el ruido de fondo. El dispositivo usado para hacerlo es llamado conformador de haces.
La tarea de conformar haces es compatible con el uso de una red neuronal, de la cual se han obtenido evidencias relevantes de los estudios de física-acústica a las respuestas auditivas del ser humano y de los estudios del mapeo de características en las capas corticales de los sistemas auditivos de ecolocalización de los murciélagos.  La ecolocalización de los murciélagos ilumina el entorno circundante emitiendo señales de sonar de frecuencia modulada de corta duración y luego usa su sistema auditivo para enfocar su atención en su presa. Los oídos suministran al murciélago alguna forma de filtrado espacial, interferometría para ser precisos, la cual es luego aprovechada por el sistema auditivo para producir selectividad de la atención.
La conformación de haces  es comúnmente usada en sistemas de sonar y radar donde la tarea primaria es detectar y seguir rastro de un objetivo de interés en la presencia combinada de un receptor de ruido y las señales de interferencia. Esta actividad se complica por dos factores:
- La señal objetivo se origina de una dirección desconocida.
- No existe información a priori disponible de las señales de interferencia.

Una forma de lidiar con situaciones de esta clase es usar una canceladora de lóbulo lateral generalizada como se muestra en la figura. 

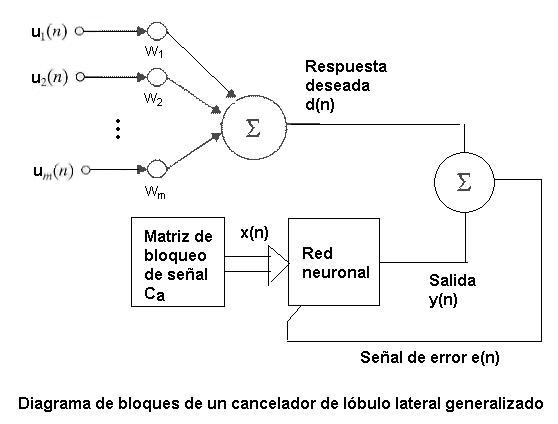
Diagrama de una conformación de haces.

El sistema consiste de los siguientes componentes:
- Un arreglo de elementos de antena, el cual suministra un medio para muestrear las señales observadas en puntos discretos del espacio.
- Un combinador lineal definido por un conjunto de pesos fijos, la salida de la cual es la respuesta requerida. Este combinador lineal actúa como un filtro espacial, caracterizado por un patrón de radiación, es decir, un diagrama polar de la amplitud de la salida de la antena versus el ángulo de incidencia de una señal entrante. El lóbulo principal de este patrón de radiación es apuntado a través de una dirección prescrita, para la cual la canceladora se restringa a producir una respuesta sin distorsión. La salida del combinador lineal, denotada por d(n), suministra una respuesta deseada al formador de haces.
- Una matriz de bloqueo de señal Ca, cuya función es cancelar la interferencia que escapa del lóbulo lateral del patrón de radiación del filtro espacial representando el combinador lineal.
- Una red neuronal de parámetros ajustables, diseñada para acomodar variaciones estadísticas en las señales de interferencia.

El ajuste de los parámetros libres de la red neuronal son realizados por un algoritmo de aprendizaje por corrección de error que opera sobre la señal de error e(n), definida como la diferencia entre la salida del combinador lineal d(n) y la salida actual y(n) de la red neuronal. Así la canceladora opera bajo la supervisión del combinador lineal que asume el papel del profesor. Como ocurre con el aprendizaje supervisado ordinario, nótese que el combinador lineal está afuera del bucle de retroalimentación que actúa sobre la red neuronal. Un conformador de haces que usa una red neuronal para aprender es llamado un formador de haces neuronal o un neuro-formador de haces. Esta clase de máquina de aprendizaje viene bajo el título general de neurocomputadoras de atención (attentional neurocomputers).